# Back to Sleep
"Back to Sleep"  também conhecida pelo título de versão censurada " Sex You Back to Sleep é uma canção do cantor Chris Brown, tirado de seu sétimo álbum de estúdio, Royalty. Foi lançado como o terceiro single do álbum em 5 de novembro de 2015. Três remixes oficiais da canção foram lançados durante os primeiros meses de 2016: O primeiro com Usher e Zayn, o segundo com Miguel, August Alsina e Trey Songz  e o final com Tank, R. Kelly e Anthony Hamilton. 
A canção recebeu aclamação universal dos críticos de música contemporânea, notando-a como um dos destaques do álbum, celebrando sua produção e a performance vocal de Brown. Alguns críticos a definiram como a melhor canção de R&B de sua década. A canção recebeu comparações com os singles anteriores de Brown "Take You Down" (2008) e "No Bullshit" (2011), e também com a canção de 1982 de Marvin Gaye "Sexual Healing", por sua direção musical semelhante. A canção se tornou a mais bem-sucedida do álbum Royalty, chegando ao número 20 na Billboard Hot 100 dos EUA e ao número 5 na parada Hot R&B/Hip-Hop Songs dos EUA . 

## Antecedentes
A canção foi escrita por Chris Brown e August Rigo, e foi produzida por Vinylz e Boi-1da. A canção foi gravada em 2015 no Record Plant em Los Angeles, Califórnia. 
"Back to Sleep" foi estreada via SoundCloud em 5 de novembro de 2015, e foi enviada para a rádio quatro dias depois como o terceiro single do álbum, também recebendo seu lançamento comercial para download digital em 9 de novembro de 2015.

## Recepção
"Back to Sleep" recebeu ampla aclamação dos críticos musicais. Em 2018, o co-apresentador do The Breakfast Club, Charlamagne tha God, definiu a música como "o melhor canção de R&B dos últimos 15 anos" junto com "Adorn" de Miguel. O editor da AllMusic, Andy Kellman, afirmou que a faixa é a melhor do álbum Royalty. Brad Wete, da Billboard, disse que ela "se destaca como uma adição de qualidade à coleção estelar de canções de tirar calcinhas e fazer bebês de seu catálogo", comparando a música aos singles anteriores de Brown " Take You Down" (2008) e "No Bullshit" (2011), e também à música de Marvin Gaye de 1982 "Sexual Healing". 
Mikael Wood do The Courier-Journal elogiou a "ótima performance vocal" de Brown na faixa, descrevendo-a como "uma representação suave da sexualidade genuína".  Soul Bounce chamou de "O destaque de Royalty " e "uma música polida e bem produzida que destaca o talento de Brown". Renowned for Sound elogiou os "vocais impressionantes" da música e sua produção, dizendo que "o arranjo de R&B de sintetizador é tão suave como sempre", afirmando que o refrão tem um apelo sexual "picante".AVibe disse que "Back to Sleep" é "uma música super sexy", encontrando valor de choque em suas letras sexualmente explícitas.

## Faixas do single
- Download digital

1. "Back to Sleep" (Explicit) - 3:31

- Download digital

1. "Back to Sleep" (Remix) [feat. Usher & Zayn] - 4:27

- Download digital (Legends Remix)

1. "Back to Sleep" (Legends Remix) (com participação de Tank, R. Kelly eAnthony Hamilton) – 3:43